# Camponotus sphenocephalus
Camponotus sphenocephalus är en myrart som beskrevs av Carlo Emery 1911. Camponotus sphenocephalus ingår i släktet hästmyror, och familjen myror. Inga underarter finns listade.